# 科瓦利夫卡 (德拉比夫區)
50°10′09″N 32°03′26″E / 50.16917°N 32.05722°E
科瓦利夫卡（烏克蘭語：Ковалівка）是位於烏克蘭中部的村莊，由切爾卡瑟州佐洛托諾沙區的什拉姆基夫卡市鎮負責管轄。該村面積5.39平方公里，海拔高度107米，2009年人口592，人口密度每平方公里109.8人。